# Petru Tănasie
Petru Tănasie (n. 2 martie 1937) este un fost deputat român în legislatura 1992-1996, ales în județul Brașov  listele PDSR. În februarie 1996m, Petru Tănasie a devenit deputat indepedent. 